# فاطمة جبريل
فاطمة جبريل ((بالصومالية: Fadumo Jibriil)‏؛ من مواليد 30 ديسمبر 1947)، ناشطة بيئية صومالية أمريكية. كانت المؤسس المشارك والمدير التنفيذي لمنظمة القرن الأفريقي للإغاثة والتنمية (الآن Adeso)، والمؤسس المشارك لـمبادرة الطهي على نار الشمس، وكان لها دور أساسي في إنشاء تحالف النساء من أجل السلام.

## السيرة الشخصية
ولدت فاطمة جبريل في 30 ديسمبر 1947 في ساناغ في الصومال لعائلة بدوية.  كان والدها تاجرًا بحاراً استقر في مدينة نيويورك. عندما كانت طفلة في الصومال، التحقت بمدرسة داخلية بريطانية حتى سن 16، غادرت البلاد بعدها للالتحاق بوالدها في الولايات المتحدة. هناك، تخرجت فاطمة من مدرسة تيمبل الثانوية.
في عام 1969، عادت إلى الصومال وعملت في الحكومة، وتزوجت من الدبلوماسي عبد الرحمن محمود علي. عندنا انتقلت عائلتها في العراق بسبب عمل زوجها، بدأت فاطمة دراستها الجامعية في جامعة دمشق في سوريا المجاورة. في عام 1981، نُقل زوجها إلى الولايات المتحدة، حيث أكملت بكالوريوس الآداب في اللغة الإنجليزية. وفي النهاية، تابعت دراستها للحصول على درجة الماجستير في الخدمة الاجتماعية من جامعة كونيتيكت. أثناء إقامتها في الولايات المتحدة، ربّت جبريل وزوجها خمس بنات. كما أصبحت مواطنة أمريكية. 

## حماية البيئة
بسبب الحرب الأهلية في الصومال التي بدأت في عام 1991،  شاركت جبريل مع زوجها وأصدقائها في تأسيس منظمة القرن الأفريقي للإغاثة والتنمية، والتي يشار إليها بالعامية باسم هورن ريليف، وهي منظمة غير حكومية شغلت منصب المدير التنفيذي لها. في عام 2012، غيرت المنظمة اسمها رسميًا إلى Adeso. بعد تقاعدها من منصب المدير التنفيذي عام 2006، احتفظت بدورٍ في مجلس إدارة المنظمة وفي برامجها في الصومال. تصف Adeso مهمتها بأنها عمل على مستوى القاعدة الشعبية يهدف إلى رفع مستوى المجتمعات المحلية.
لعبت جبريل دورًا أساسيًا في إنشاء التحالف النسائي من أجل السلام لتشجيع المزيد من مشاركة النساء في السياسة والقضايا الاجتماعية.  كما شاركت في تأسيس شركة الطبخ بنار الشمس، التي تهدف إلى إدخال مواقد تعمل بالطاقة الشمسية إلى الصومال لتقليل الاعتماد على الفحم كوقود.
عام 2008، كتبت فاطمة جبريل وشارك في إنتاج فيلم قصير بعنوان «حركة الفحم»، والذي يستخدم قصة خيالية لتثقيف الجمهور حول أزمة الفحم. أخرج الفيلم المخرج ناثان كوليت.
عام 2011، نشرت فاطمة مع الدبلوماسي الأسترالي المتقاعد جيمس ليندسي كتاب «السلام والحليب: مشاهد من شمال الصومال»، وهو كتاب مصور عن الريف والحياة البدوية في الصومال. حصل العمل على جوائز دولية من المنظمات البيئية، بما في ذلك جائزة مؤسسة جولدمان البيئية وحركة «مقاومة للأرض».

## حملة ضد الفحم
من خلال منظمة هورن ريليف، شنت فاطمة جبريل حملة ناجحة لإنقاذ الغابات القديمة التي تضم أشجار الأكاسيا في الجزء الشمالي الشرقي من الصومال. إذ قطعت هذه الأشجار، التي يمكن أن يصل عمرها إلى 500 عاماً، لصنع الفحم المسمّى «الذهب الأسود» المطلوب بشدة في شبه الجزيرة العربية، حيث تعتقد القبائل البدوية في المنطقة أن الأكاسيا مقدسة. ومع ذلك، على الرغم من كونه وقودًا غير مكلف نسبيًا يلبي احتياجات المستخدم، إلا أن إنتاج الفحم غالبًا ما يؤدي إلى إزالة الغابات والتصحر. كطريقة لمعالجة هذه المشكلة، عملت فاطمة ومنظمتها على تدريب مجموعة من المراهقين لتثقيف الجمهور حول الضرر الدائم الذي يمكن أن يحدثه إنتاج الفحم. في عام 1999، نسقّت منظمة هورن ريليف مسيرة سلام في منطقة بونتلاند الشمالية الشرقية في الصومال لوضع حد لما يسمى «حروب الفحم». نتيجة لجهودها في مجال الضغط والتعليم، حظرت حكومة بونتلاند في عام 2000 تصدير الفحم النباتي. وفرضت الحكومة أيضًا الحظر منذ ذلك الحين، ما أدى إلى انخفاض بنسبة 80٪ في صادرات المنتج.

## الجوائز
تقديراً لجهودها في مكافحة التدهور البيئي والتصحّر، حصلت فاطمة جبريل على عدد من الجوائز. في عام 2002، حصلت على جائزة جولدمان البيئية، وهي أعرق جائزة بيئية شعبية. في عام 2008، فازت أيضًا بجائزة National Geographic Society / Buffett Foundation للقيادة في مجال الحفظ.  في عام 2014، حصلت جبريل على جائزة أبطال الأرض من برنامج الأمم المتحدة للبيئة (UNEP) عن عملها في الحفاظ على البيئة. بالإضافة إلى ذلك، حصلت عام 2016 على جائزة تكريم Takreem للتنمية البيئية والاستدامة.

## روابط خارجية
- موقع الويب الرسمي Horn Relief (الآن Adeso)
- الموقع الرسمي لشركة Sun Fire Cooking
- Charcoal Traffic  في قاعدة بيانات الأفلام على الإنترنت (بالإنجليزية)

ضبط استنادي